# シャーラ (マルタ)
シャーラ（マルタ語: Xagħra）は、マルタのゴゾ島にある町。島の中心都市であるラバトの北東に隣接する。観光地であり、いつも賑やかなヴィクトリー広場に加え、歴史的遺産が豊富である。夏には数千人がラムラ湾を訪れ、ジュガンティーヤ遺跡は一年を通して観光客が訪れる。イギリス統治時代には、カサル・カッシア（Casal Caccia）の名称でも知られていた。
特徴的な地形としてはシェリの洞窟（Xerri's Grotto）、ニヌの洞窟（Ninu's Cave）が街中にあり、カリプソ洞窟（Calypso's Cave）がラムラ湾の赤い砂の浜辺を見下ろす位置にある。

## 歴史
ゴゾ島で最初期に定住が行われた地であり、紀元前3600年ごろの巨石神殿であるジュガンティーヤとシャーラのストーンサークルがある。

## 姉妹都市
- オッフィダ（ イタリアマルケ州アスコリ・ピチェーノ県）[2]